# Добротів
До́бротів (колишня назва — Добрилів) — село в Україні, у Надвірнянському районі Івано-Франківської області. Входить до складу Ланчинської селищної теритиріальної громади.
У селі діє гімназія, амбулаторія загальної практики — сімейної медицини на 5 кабінетів, сільський клуб, історико-краєзнавчий музей,  бібліотека.
На території села зареєстровані УГКЦ «Святих Володимира і Ольги» (отець Андрій Григораш) та ПЦУ «Положення Пояса Богородиці» (митр. прот. Михайло Слободян).
На південний захід від села розташована пам'ятка природи — Добротівські відслонення.

## Географічне розташування
Добротів межує з 6-ма селами: на заході  з Делятином, на південному заході з Заріччям, на півдні з Білими Ославами, на південному сході з Чорним Потоком, на сході з Ланчином, на півночі з Красною. На південному заході від села річка Ясиновець впадає у Ославу.

## Населення

### Мова
Розподіл населення за рідною мовою за даними перепису 2001 року:
| Мова       | Кількість | Відсоток |
| ---------- | --------- | -------- |
| українська | 1958      | 99.49%   |
| російська  | 8         | 0.41%    |
| білоруська | 1         | 0.05%    |
| угорська   | 1         | 0.05%    |
| Усього     | 1968      | 100%     |

## Історія
Про те, що на території села Добротів проживали стародавні люди, свідчать залишені ними знаряддя праці. Найдавнішим з них 15-20 тисяч років. Це кремнієві скребки, ножі, проколки. Всі вони білі за кольором. До наступного періоду мезаліту належать ті, які мають форму вербового листка (верболисті). Це наконечники стріл, різці, ножі. В цей час відбулося потепління і на території села з'явилися звірі, які водяться сьогодні.

### Заснування Добротова
Цей період життя села залишається ще дуже маловивченим. Але і ті скупі дані свідчать про нелегке життя селян. Голодні роки, пошесті, стихійні лиха погіршували їхній стан. Найбільшою бідою того часу були напади татар.
У ІІ—ІІІ століттях н. е. предки-язичники обожнювали незнайомі їм сили природи, поклонялися сонцю, вогню, деревам. До сьогодні в тій чи іншій мірі, збереглися аграрно магічні елементи Коляди на Різдво, Купала в веснянках і гаївках на Великдень, поливання водою в Юр'їв день, петрування на свято Петра, т.п. Відмінність і самобутність таких святкувань від традицій інших сіл говорять про якийсь особистий, відокремлений шлях і час у розвитку нашого села.
Про княжі часи, і те, що діялося на території нашого села ми дізнаємося із археологічних знахідок. Наприклад, сокира, ножиці і наконечники стріли – яскраві свідки про землеробів воїнів, наших предків.
За переказами старожилів відомо, що на горі Вишковиця проживала родина, у котрій крім батьків було 12 дітей. Це підтверджує топонім Вишковиця із характерним, для того часу наголосу на першому від кінця складі.
Перша письмова згадка про Добротів, тоді Добрилів, припадає на 1460 рік. В цей час селами від Делятина до Саджавки володіють шляхтичі брати Делятинські. З 1578 року селами від Микуличина до Ланчина володіють пани Якуб Хотимирський та Криштоф Блудницький.
Наприкінці XVI століття Добрилів переходить у власність пана Костянтина Белжецького — галицького стольника.
Село Добрилів було пільним, і майже все населення займалося  землеробством та вирощуванням худоби.
Проживали селяни за дворищною системою по два господарства в дворі в однокімнатних будинках «бурдеях».

### Добрилів у період міста
Село Добрилів було власністю панів Белжецьких. Це були багаті люди, великі землевласники, власники соляних промислів і мали неабиякий вплив у Короні. На кінець XVI — початок XVII століть припадає період найбільшого розвитку в селі ремесел та торгівлі. На цьому фундаменті зводяться політичні та економічні привілеї Белжецьких. Збагачуючись, вони вимагають від польських королів права перебудувати свої найбільш розвинуті села в міста, за рахунок яких можна б було збільшувати прибутки від доходів з ремесла і т.д.
З 1616 року Добрилів одержує статут міста. Мабуть дуже переконливими були дані про торговельні можливості в цьому маленькому селі і добре були розвинені ремесла, щоб домогтися в короля дозволу на надання селу статусу міста. Більше як 100 років це мікромістечко відігравало важливу роль в економічному та культурному розвиткові краю.
У 1623 році в Добрилові зводиться замок-укріплення. Як форпост перед Делятином, де проживали Белжецькі: батько – Костянтин й сини: Олександр, Станіслав, Еварист, Ян, Теодор-Андрій, Боневентура-Костянтин. Замок обноситься валами, ровами з водою, дерев'яним частоколом, вежами.
У 1624 році в містечку Добрилів проживало 228 осіб, це найменше місто в Польщі. Поряд з ним, на карті Боплана бачимо тільки 4 міста, виділених ним в долині річці Прут. Тільки добре  розвинуті  торгівля та ремесла дали можливість більше як 100 років процвітати цьому маленькому містові. Добрилів славився на всю округу своїми ваговими ярмарками.
Після смерті, у 1643 році, Костянтина Белжецького, сини розпочали п'ятирічну міжусобну війну за спадок батька.
Жителі Добрилова Івась Велзівський, Федір Сміганов, Пецлаще, Михайлович, Федик, Кушнір, Квасник та інші були в загоні Андрія намісника, який у 1648 році із своїм загоном підтримав національно-визвольний рух під проводом Семена Височана.
У 1670 році місту належало 30 моргів землі, було 38 хат де проживали 209 жителів. Функціонував 1 млин. Селяни утримували 20 корів і волів.
З 1661 по 1717 роки місто управляється за Магдебурзьким правом.

### Добрилів у XVIII столітті
У 1729 році Добрилів втрачає статус міста, скасовуються всі привілеї, занепадає торгівля. Видобування та переробка солі носить місцевий характер. Поряд з Добриловом впевнено зростають Делятин та Ланчин.
У XIX столітті громада Добротова мала власну печатку з зображенням дерева та сокири (відбиток, датований 1840-ми рр., зберігся в колекції документів львівського краєзнавця Антонія Шнайдера). У 1920-х роках польська адміністрація змінила цей самобутній символ на типову для тогочасної галицької сільської сфрагістики емблему — сніп, під яким колісний плуг, а обабіч — коса та граблі.

## Відома особа
- Олексій Янко «Білас» — комбатант дивізії «Галичина», стрілець сотні УПА «Чайки» і куреня «Довбуша»[4].

### Інша версія історії с. Добротів
Якщо відштовхуватись від джерела «Зниклі гради Галичини», то історія села Добротів та його околиць була такою: на мапі Галичини натрапляємо на сотні сіл, селищ, міст та містечок. Відомо, що різні завойовники в різні часи стерли з лиця нашої землі чимало інших поселень. Серед них — і град Добрілов.
Там, де бурхлива в горах течія Прута виходить на Покутську долину та сповільнює свій руйнуючий біг, нині стоїть село Добротів. Його жителі знають, що в їх селі, яке розкинулося на лівобережній терасі Пруту, є квадратне розміром приблизно 300x300 метрів обваловане городище міста, яке називалося Добрилів. Ще розповідають, що Добрилів заснував у давнину якийсь Добрило, а Добротів — Доброт. Нині на території давнього града стоять церква, будівлі школи, кілька господарств селян та пам'ятний хрест, напис на якому свідчить, що тут і справді було місто.
Оскільки писемних даних про справжнє походження назв більшості населених пунктів Галичини та подій, які вирували навколо них, бракує, то доводиться розшифровувати їх способом вивчення численних топонімів та гідронімів, які оточують усі села й міста. Автор цей спосіб не винайшов особисто, а скористався порадою академіка Володимира Грабовецького. Багатолітні мандрівки краєм та вивчення топонімів сприяли виходові в світ моєї книжки «Світ східних галлів». На зламі старої та нової ер на теренах нинішньої Галичини та на Поділлі жили кельти, які вміли з гірських розсолів добувати кухонну сіль. Оскільки на грецькій мові сіль називалася ГАЛ, то римляни кельтів назвали галлами. Одні галли від перенаселення на землях Західної Європи йшли у світи і колонізовували нові території. інші втікали від непомірного гніту брутального Риму. По обидва боки Карпат вони поселялися серед фракійських племен даків, які прибували на ці землі за кілька століть раніше, та відсталих аборигенів, які тут сиділи споконвічно. Даки та галли жили між собою мирно. Володарями даків були царі. А галльські жерці-друїди обирали для свого народу правителя, якого називали КОРОЛЕМ. Дакійські царі будували свої хороми на пагорбах, які галли називали СЕ РЕГНЕ, тобто СЕ (ЦЕ) ЦАРСЬКЕ. Нині ці гори мають назву СЕРЕДНЄ. У галлів правителем був король, якого обирали друїди. У ті часи в Європі письмом володіли лише греки, римляни і галли. Не дивно, що останні всьому побаченому і почутому давали свої назви. Етнос галлів складався з багатьох племен та основними були хорвати й босняки. Перші були землеробами, тваринниками і рибалками. Другі — металургами, солеварами й гончарями. Всі галли були добрими мандрівниками і торговцями. Для подорожей використовували два шляхи. Суходільний — по завжди сухих вододілах річок та водний — по руслах річок та їхніх численних притоках. Основною водною артерією давньої Галичини був Дністер. Ним на ринки грецьких причорноморських колоній ходили не лише торгові шлюпи та піроги галлів, а й скандинавів — варягів. Останні з Балтики по Віслі, її притоках — Західному Бузі та Сяні проникали у верхів’я, там ставили свої човни на колеса й биками перетягали їх у притоки Дністра. В часи, коли в нижній течії Дністра торговців грабували войовничі скіфи — гіппіди, основним безпечним водним шляхом до Придунав'я та Причорномор'я служило відносно тихоплинне русло Пруту. Якщо в його верхів'ях течія була бурхлива й небезпечна для руху човнів через численні пороги, то від Делятина і нижче ця водна дорога була більш-менш безпечною.
По всьому Покутті давні галли вирощували злакові та олійні культури, утримували й розводили худобу — коней, свиней, кіз та овець. У передгір'ї Карпат умови для рільництва погіршувалися, тому тут процвітало скотарство, ремісництво, збирання дикорослих плодів та ягід. Галли-горяни займалися також полюванням та заготівлею колод, які сплавляли в пониззя та торгували ними. В горах галли добували золото та дорогоцінні мінерали, особливо цінувалися алмази, які після огранювання ставали діамантами. За велінням короля всіх галлів у місці, де Прут ставав придатним для плавання, на лівому березі річки на прибережній терасі заснували град. Місто було захищене зовні природними схилами, але на місцевості, де їх не було, насипали глиняні кількаметрові вали, які збереглися до наших днів. На валах спорудили оборонні стіни та воротища. Місто мало стати центром обробки дорогоцінних каменів.
Топоніми розказують, що в недалеких околицях Добрілова добували не лише алмази, а й золото. Львівський геолог Мирослав Братусь вважає, що в Карпатах родовищ алмазів нема, а є розсипи алмазоподібних кварців, які геологи-науковці називають «карпатськими діамантами». Вони за своєю формою та прозорістю схожі на алмази, але не є такими. Крім того, неподалік града по вододілах Бистриці Надвірнянської, Ворони та Пруту пролягав сухопутний торговий шлях з Придунав’я до столиці Покуття Королівки і далі через Дністер на землі русів та українців. Торговці з чужих країв звертали з того шляху до Добрілова і купували на його ринку різні прикраси. Походить назва ДОБРіЛОВ від ДО (DOUE) — ТАЛАНОВИТИЙ, ОБДАРОВАНИЙ (ювелір), БРіЛ (BRILLant або BRILLer) — БРИЛЬЯНТ, ВИБЛИСКУВАТИ та відомого ЛОВ — ХВАЛЕНИЙ. Останнє означає, що якість тутешніх брильянтів була дуже висока. На багате місто Добрілов деколи нападали та грабували розбійники, а інколи й войовничі чужинці. Для охорони града в його східній околиці було засновано поселення, у якому перебували озброєні охоронці міста. Назвали поселення ЛАНЧИН. Походить назва ЛАНЧИН від слів ЛАНЦ (LANCE) — СПИС, ПІКА, якими були озброєні воїни, та ЧИН (CHIEN) — ДВОКОЛіСНА військова КОЛіСНИЦЯ, у яку списоносці при загрозі нападу запрягали коні і мчали до стін та воротищ градів Добрілова і Красної. До багатого града Добрілова звідусіль сходилися мандрівники, купці та жебраки. Місто не могло вмістити всіх. Воротища града піднімалися для друїдів, знаті, яких галли називали ЗНАЧУЩі, для іменитих гостей, багатих торговців, гайдуків та воєвод. Нічної пори доби у град не впускали нікого. Хто прийшов під стіни міста вночі, мусив чекати до ранку. Для тих, хто не мав доступу до міста, за оборонними стінами було закладено поселення. Тут стояли будинки для тих, кого не впускали до міста, та торговців і мандрівників, які через негоду не могли подорожувати водним шляхом по руслу Пруту та сухопутними шляхами. Під час повеней та льодоходу, під час затяжних дощів влітку та снігових заметілей взимку купці та мандрівники жили в приміському поселенні. Тут вони могли переночувати, сховати від негоди своїх коней та крам. Тут лікарі друїди лікували хворих, ковалі кували коней, штельмахи і теслі лагодили вози та човни. Оскільки русло Пруту в околицях Добрілова було замілке для шлюпів та пірог, то рух по ньому розпочинався плоскодонними човнами. Їх за негоди витягали на берег. Для торговців та мандрівників тут готували смачну та поживну їжу. Голоту годували безплатно і також смачо, але для неї готували малокалорійну їжу. У народі приміське поселення називали ДОБРОТОВ. Походить ця назва від ДО (DOUx) — ДОБРИЙ, БРО (BROUet) — ЮШКА (рос. похлебка) та ТОВ (TOUe) — ПЛОСКОДОННИЙ ЧОВЕН. Ймовірно, що в околиці Добротова була річкова переправа на правий берег, бо ТОВ ще могло означати ЛИНВА, за яку трималися мандрівники, щоб їх не знесла швидка течія.
Населення міста та присілків щодня потребувало багато продуктів та одягу. Для цього були закладені поселення Яремче та Делятин. Навколо Яремча випасали овець і заготовляли вовну та молоко і доставляли їх до Делятина. У Делятині також вирощували овець. Тут варили смачний сир і ткали теплий вовняний одяг. У Делятині боднарі виготовляли дерев’яні дійниці, цебри, коновки, діжки та бочки. Назва ЯРЕМЧЕ походить від ЯРЕ (JARRE) — ОВЕЧА ШЕРСТЬ, РЕМ — ДОСТАВЛЯТИ та ЧЕ — ЦЕ або ЧА — ТУТ. Назва ДЕЛЯТИН походить від ДЕЛЯТИ (DELATIer) — ВіДТИСКАТИ СИРОВАТКУ при виготовленні сиру або масла та ТИН (TINe) — ДіЖКА. Західніше Делятина височить гора Вавторіва. Тут селилися величезні орли — ягнятники, які нападали на отари овець у час появи приплоду і викрадали ягнят. Назва ВАВТОРіВА тому і складається зі слів ВАВТОР (VAUTOUR) — ЯГНЯТНИК та РіВА (RIVE) — КРАЙ скали, на якому гніздилися орли. В околиці Добротова є малозрозумілий місцевим жителям топонім ЧЕРМЕЛОВ. Пшениця в передгір'ї та горах давала низькі врожаї, тому тут вирощували переважно жито і просо. Свідчення того — численні топоніми, які називаються СИГЛА. Цим словом галли називали ЖИТО. Галли зерно мололи у водяних млинах та ручними жорнами. Можна достовірно сказати, що в Чермелові стояли приміські млини, бо назва ЧЕРМЕЛОВ складається з ЧЕР (CHERe) — ЇЖА, слова МЕЛИ (MEULIEr) — ЖОРНА та ЛОВ (LOUee) — НАЙМИТИ, які працювали в млинах.
Давні галли корову називали ВАША, а пастуха — ВАШ. У деяких галицьких селах і в наші дні, зустрічаючи корів із пасовища, говорять: «Онде йде ВАША», тобто КОРОВА. А ще кажуть: «Там ВАШ хлопець». В околицях давнього Добротова на прирічкових лугах та косогорах випасали велику рогату худобу. Назва гори Вашковиця свідчить, що на її схилах були, може, найбільші пасовища для корів. На цій горі селяни випасають худобу і в наші дні. Назва ВАШКОВИЦЯ тому і складається з ВАШ (VACHE) — КОРОВА, КО — ГОЛОВНИЙ та ВИЦЯ — ТУТ. Король усіх східних галлів сидів у стольному граді, який називався СТОЛіСКО. Нині тут межи горами розкинулося село Стільсько Миколаївського району Львівської області. В усіх малих градах сиділи бани (управителі), у великих  — ковбани. Якась кількість градів та прилеглих до них поселень були об'єднані в жупанії, якими управляли молоді діти та близькі родичі короля. Їх називали жупанами. Слово ЖУПАН тому і склалося із ЖУ — МОЛОДИИ, ЮНИИ та ПАН — ПАНИЧ. Чоловіки та жінки у суспільстві галлів були рівноправними, тому багато жупаній деколи очолювали знатні дочки або родички короля. Така володарка називалася КРАСНА. І походить це слово від КА — ТУТ, РАС — РАСОВА, ЗНАТНОГО ПОХОДЖЕННЯ та НА (NANA) — ЖІНКА.
На землях, де нині розкинулося сусіднє із Добротовим село Красна, для своєї знатної дочки якраз і був заснований головний адміністративний град округи. Його надійно охороняли гайдуки та воїни з Ланчина.
Раз у рік, у день літнього сонцестояння, усі галли градів та приміських поселень сходилися на закрут рік до храмів ЛУКУ, приносили жертви богам і святкували Купала. Кілька разів протягом року вони урочисто рушали на пагорби, де стояли капища для жертвоприношень. Тут народ смажив туші принесених у жертву тварин, пив ритуальне бузинове вино та водив хороводи. Така храмова гора називалася ЛИСА, що перекладається з галльського як ВСЕНАРОДНЕ ГУЛЯННЯ. У східній околиці давнього града Красна роль Лисої Гори виконувала гора ЧОПА. Походить назва від ЧОП — КВАРТА ритуального ВИНА та ПАЙ — ХЛіБ, ритуальний КОРЖИК. Нині словом ЧОП (чіп) називають корок бочки з пивом або вином, а скибку хліба називають ПАЙКА ХЛІБА.